# Éditions L.J. Veen
L.J. Veen est une ancienne maison d'édition néerlandaise fondée en 1887 par Lambertus Jacobus Veen (1863-1919) et disparue en 2012. 
Elle a notamment publié Louis Couperus et Stijn Streuvels. Au début du XXe siècle, L.J. Veen s'est singularisée en faisant usage de techniques modernes de vente comme des campagnes de publicité et des éditions en promotion, ainsi qu'en demandant pour la mise en forme graphique la collaboration d'artistes comme H.P. Berlage, Johan Braakensiek, Chris Lebeau, Richard Roland Holst et Jan Toorop. 
Le fonds de L.J. Veen inclut un grand nombre de classiques de la littérature comme Louis Couperus, Gustave Flaubert et Charles Dickens, mais aussi des auteurs néerlandais contemporains de fiction et de non fiction comme Willem Brinkman, Nicolet Steemers, Joost Prinsen et Frank Ketelaar, des commentateurs sportifs littéraires comme Bert Wagendorp, Hugo Borst, Wilfred Genee, Erik Brouwer et Bert Hiddema et des journalistes comme Kustaw Bessems, Gawie Keyser et Kees Beekmans.
En 2012, la marque a été absorbée par Atlas Contact, qui fait partie du groupe d'édition VBK (Veen Bosch & Keuning Publishers Group).